# Novoselycja
Novoselycja (ukrajinsky Новоселиця, rusky Новоселица – Novoselica, rumunsky Noua Suliță nebo Suliță, polsky Nowosielica) je město v Černovické oblasti na Ukrajině. Po administrativně-teritoriální reformě v červenci 2020 patří do nově vzniklého Černovického rajónu, do té doby bylo centrem Novoselyckého rajónu. K roku 2016 v něm žilo přes sedm tisíc obyvatel.

## Poloha
Novoselycja leží na levém břehu Prutu, levého přítoku Dunaje. Od Černovic, správního střediska rajónu a oblasti, je vzdálena přibližně šestadvacet kilometrů východně.

## Dějiny
O Novoselycji, která z historického hlediska leží na severu Besarábie a na východě Bukoviny, je první písemná zmínka z roku 1456.
Do roku 1812 byla součástí Moldavského knížectví, následně se stala v rámci Bukurešťské smlouvy ukončující Rusko-tureckou válku součástí ruského impéria.
Po konci první světové války se stala součástí Rumunska a na konci druhé světové války se stala součástí Ukrajinské sovětské socialistické republiky, která byla jednou ze svazových republik Sovětského svazu. Od roku 1991 je součástí samostatné Ukrajiny.